# Малки титани: В готовност! Филмът
„Малки титани: В готовност! Филмът“ (на английски: Teen Titans Go! To the Movies) е американски анимационен филм от 2018 година, базиран е на телевизионния сериал „Малки титани: В готовност!“, който е адаптиран от едноименния супергеройски екип на DC Comics. Филмът е написан по сценарий и е продуциран от разработчиците на сериала – Майкъл Йеленик и Арън Хорват и е режисиран от продуцента на сериала Питър Рида Михаил и Хорват. Събитията на филма заемат място по време на петия сезон на сериала. Това е най-новият пълнометражен филм към момента от Warner Bros. Animation, който излиза театрално извън Warner Animation Group.
Озвучаващия състав се състои от Грег Сайпс, Скот Менвил, Кари Пейтън, Тара Стронг и Хиндън Уолч, които повтарят ролите си в сериала, докато Уил Арнет (който също е продуцент на филма) и Кристен Бел се присъединяват към състава. Беше пуснат по кината от САЩ и Канада на 27 юли 2018 г. и стана общодостъпен на 23 ноември 2018 г. от Warner Bros. Pictures. Филмът има успех в боксофиса, печели повече 52 милиона щатски долара по света срещу бюджет от 10 милиона и получава похвала от критиците.

## Озвучаващ състав
- Скот Менвил – Робин
  - Джейкъб Джефрик – вокалния глас на Робин за песента „My Superhero Movie“
- Хиндън Уолч – Звезден огън
- Кари Пейтън – Киборг
- Тара Стронг – Рейвън
- Грег Сайпс – Зверчето
- Уил Арнет – Слейд
- Кристен Бел – Джейд Уилсън
- Ерик Бауза – Аквамен / Асистентът на Стан
- Майкъл Болтън – Тигър
- Никълъс Кейдж – Супермен
- Джоуи Капабианка – Пластичния човек
- Грег Дейвис – Балонения човек
- Джон Димаджо – Пазач
- Холзи – Жената-чудо
- Дейвид Кей – Гласът на трейлърите
- Том Кени – Гласът на машината
- Джими Кимъл – Брус Уейн
- Кал-Ел Кейдж – младият Брус Уейн
- Ванеса Маршал – Гласът на трезора
- Фил Морис – Д.У.М.С.Д.Е.Й / Говорител на червения килим
- Патън Освалд – Атома
- Александър Полински – Контрол Фрийк
- Мередит Селинджър – Супергърл
- Дейв Стоун – Уолтър Хейли
- Фред Тарашор – Джор-Ел / Пазач
- Джеймс Арнолд Тейлър – Шая Лабъф
- Лил Яхти – Джон Стюарт / Зеления фенер
- Уил Уитън – Бари Алън / Светкавицата
- Стан Лий – Себе си

## В България
В България филмът е пуснат по кината на 17 август 2018 г. от Александра Филмс.
На 31 август 2019 г. се излъчва за първи път по HBO.
На 9 февруари 2021 г. започва премиерно по bTV Cinema с разписание вторник от 21:00 ч.
На 17 август 2022 г. се излъчва отново по bTV Comedy в сряда от 10:00 ч.

### Синхронен дублаж
| Роля                      | Изпълнител            |
| ------------------------- | --------------------- |
| Робин                     | Камен Асенов          |
| Старфайър                 | Ася Братанова         |
| Киборг                    | Росен Русев           |
| Рейвън                    | Вилма Карталска       |
| Зверчето                  | Ана-Мария Лалова      |
| Слейд                     | Георги Стоянов        |
| Джейд Уилсън              | Десислава Чардаклиева |
| Супермен                  | Петър Бонев           |
| Балонения човек           | Петър Върбанов        |
| Жената-чудо               | Мими Йорданова        |
| Брус Уейн/Батман Стан Лий | Константин Лунгов     |
| Атома                     | Живко Джуранов        |
| Джор-Ел                   | Здравко Димитров      |
| Зеленият фенер            | Явор Караиванов       |
| Гласът на рекламите       | Стоян Цветков         |
| Други гласове             | Иван Велчев           |

| Песен                   | Изпълнител                                                              |
| ----------------------- | ----------------------------------------------------------------------- |
| Рап за малките титани   | Камен Асенов Ася Братанова Вилма Карталска Росен Русев Ана-Мария Лалова |
| Моят супергеройски филм | Камен Асенов                                                            |

| Обработка              | Александра Аудио    |
| ---------------------- | ------------------- |
| Режисьор на дублажа    | Мариета Петрова     |
| Музикален режисьор     | Десислава Софранова |
| Изпълнителен продуцент | Васил Новаков       |